# Bufera (film 1921)
Bufera è un film del 1921, diretto dal regista Guido Parish.

## Trama
Paolo Reni e la moglie Maria vivono un'esistenza felice, circondati dall'affetto degli operai di una cooperativa di cui Paolo è direttore. Ma un giorno Paolo si lascia prendere da una passione fatale con un'avventuriera. Trascura il lavoro e la moglie, ruba del denaro affidatogli dagli operai e giunge a uccidere un rivale. Ma Maria continua ad avere per lui un invincibile affetto, tanto da dichiarare che l'ucciso era il suo amante pur di salvare il marito dall'accusa di omicidio. Scagionatolo dalle accuse, Maria arriva a salvare Paolo anche dall'ira degli operai inferociti per iniziare con lui una nuova vita.

## Curiosità
- Nel film furono censurate alcune scene che mostravano degli operai inferociti (detti "malviventi") che incendiano la casa dell'ingegnere appropriatosi del loro denaro[1]